# Dassault Communauté
Die Dassault MD.415 Communauté war ein zweimotoriges Transportflugzeug des französischen Herstellers Dassault Aviation.

## Geschichte und Konstruktion
Dassault Aviation entwickelte in den späten 1950er-Jahren das leichte Transportflugzeug MD.415, das später als Communauté bezeichnet wurde, als potenziellen Ersatz für die Dassault MD.315 Flamant in deren Rolle als Navigationstrainer, Transport- und Ambulanzflugzeug. Die Communauté war ein freitragender Tiefdecker mit einziehbarem Bugradfahrwerk und Platz für zwei Piloten und bis zu zehn Passagiere. Angetrieben wurde die Communauté von zwei Turbomeca Bastan Turboprops. Der Prototyp (F-WJDN) flog zum ersten Mal am 10. Mai 1959.
Das Unternehmen entwickelte mit der MD.410 Spirale auch eine bewaffnete Version. Die Spirale war zu 90 % baugleich mit der Communauté. Bei der Spirale wurden jedoch alle Fenster entfernt und ein transparenter Bug eingebaut. Als Bewaffnung konnten Kanonen oder Maschinengewehre eingebaut werden. Die Unterflügelstationen konnten Bomben oder Raketen tragen. Es war beabsichtigt, die Spirale für Nahunterstützung, Aufklärung oder als Transporter einzusetzen.
Weder die Communauté noch die Spirale erhielten Fertigungsaufträge, ebenso wurde die geplante Spirale III aufgegeben, eine als Hochdecker ausgeführte Weiterentwicklung.
Eine weitere Entwicklung mit Komponenten der Communauté war die MD-320 Hirondelle, es war das letzte Projekt von Dassault mit Propellerantrieb.

## Varianten
MD.415 Communautéleichtes Transportflugzeug
MD.410 Spiralebewaffnete Version
MD.455 Spirale IIIprojektiert als Hochdecker

## Technische Daten
| Kenngröße             | Daten                                                                                    |
| --------------------- | ---------------------------------------------------------------------------------------- |
| Besatzung             | 2                                                                                        |
| Passagiere            | 6–10                                                                                     |
| Länge                 | 13 m                                                                                     |
| Spannweite            | 16,43 m                                                                                  |
| Höhe                  | 4,31 m                                                                                   |
| Flügelfläche          | 36 m²                                                                                    |
| Leermasse             | 3610 kg                                                                                  |
| max. Startmasse       | 5900 kg                                                                                  |
| Reisegeschwindigkeit  | ? km/h                                                                                   |
| Höchstgeschwindigkeit | 500 km/h                                                                                 |
| Dienstgipfelhöhe      | 11.000 m                                                                                 |
| Reichweite            | 2500 km                                                                                  |
| Triebwerke            | 2 × Turboproptriebwerke Turbomeca Bastan mit je 746 kW (1.014 PS)                        |
| Bewaffnung            | 2 × Maschinenkanonen oder 2 × Maschinengewehre Bomben oder Raketen unter den Tragflächen |